# Вернаму (комуна)
Комуна Вернаму (швед. Värnamo kommun) — адміністративно-територіальна одиниця місцевого самоврядування, що розташована в лені Єнчепінг у південній Швеції.
Вернаму 78-а за величиною території комуна Швеції. Адміністративний центр комуни — місто Вернаму.

## Населення
Населення становить 33 012 чоловік (станом на вересень 2012 року). 
| Кількість населення комуни Вернаму за 1970-2010 роки | Кількість населення комуни Вернаму за 1970-2010 роки | Кількість населення комуни Вернаму за 1970-2010 роки | Кількість населення комуни Вернаму за 1970-2010 роки | Кількість населення комуни Вернаму за 1970-2010 роки |
| ---------------------------------------------------- | ---------------------------------------------------- | ---------------------------------------------------- | ---------------------------------------------------- | ---------------------------------------------------- |
| Рік                                                  |                                                      |                                                      | Населення                                            |                                                      |
| 1970                                                 | 1970                                                 |                                                      | 29 361                                               | 29 361                                               |
| 1975                                                 | 1975                                                 |                                                      | 30 072                                               | 30 072                                               |
| 1980                                                 | 1980                                                 |                                                      | 30 342                                               | 30 342                                               |
| 1985                                                 | 1985                                                 |                                                      | 30 668                                               | 30 668                                               |
| 1990                                                 | 1990                                                 |                                                      | 31 315                                               | 31 315                                               |
| 1995                                                 | 1995                                                 |                                                      | 31 582                                               | 31 582                                               |
| 2000                                                 | 2000                                                 |                                                      | 32 256                                               | 32 256                                               |
| 2005                                                 | 2005                                                 |                                                      | 32 700                                               | 32 700                                               |
| 2010                                                 | 2010                                                 |                                                      | 32 833                                               | 32 833                                               |
| Джерело: SCB                                         |                                                      |                                                      |                                                      |                                                      |

## Населені пункти
Комуні підпорядковано 9 міських поселень (tätort) та низка сільських, більші з яких:
- Вернаму (Värnamo)
- Ридагольм (Rydaholm)
- Бредарид (Bredaryd)
- Форсгеда (Forsheda)
- Бур (Bor)
- Горда (Horda)

## Галерея

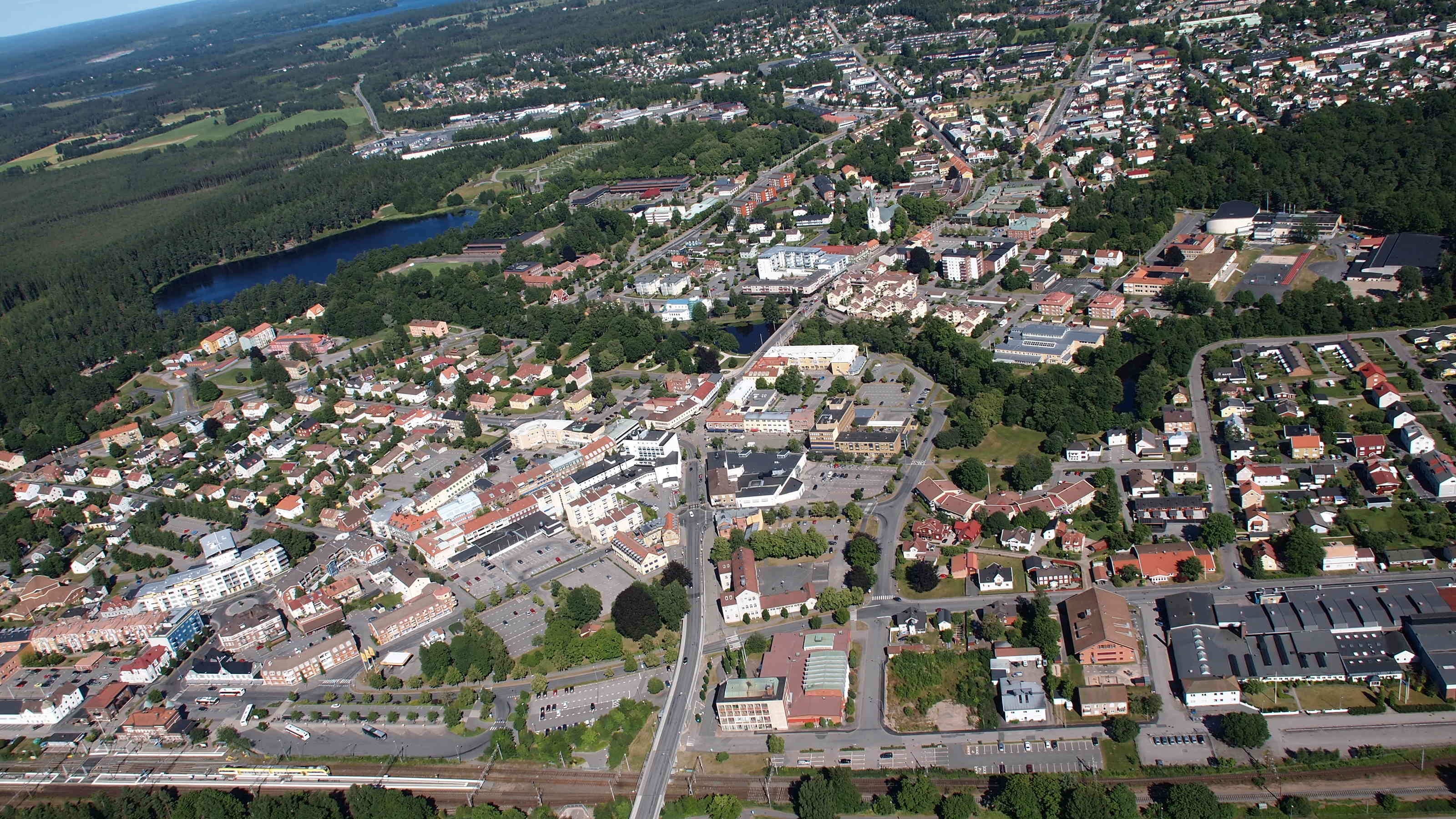
Вид з вертольоту
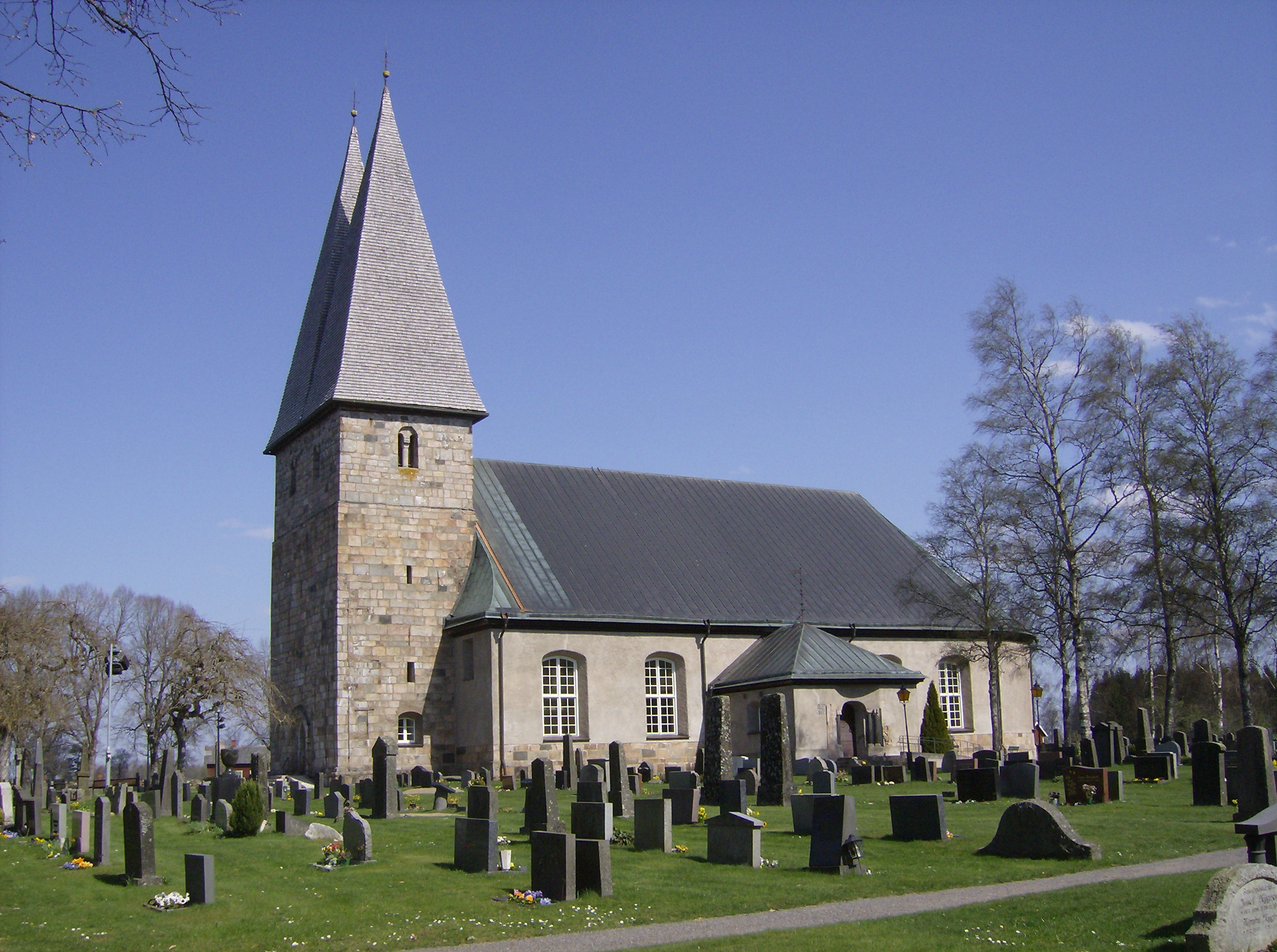
Церква (Ридагольм)
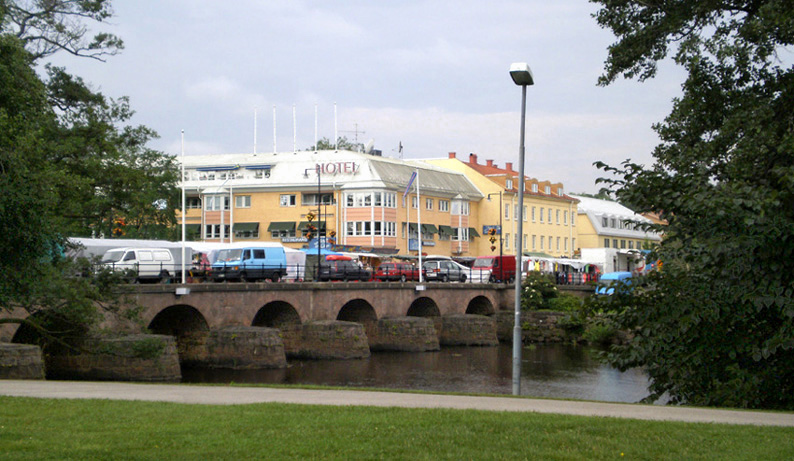
Вернаму

## Виноски
1. ↑  Andersson P. Sveriges kommunindelning 1863-1993 — Mjölby: Draking, 1993. — 132 с. — ISBN 978-91-87784-05-7
2. ↑  Folkmangd i riket, lan och kommuner (шв.) . Центральне бюро статистики Швеції. Архів оригіналу за 20 серпня 2013. Процитовано 22 лютого 2013.